# Sean Maitland
Sean Maitland (ur. 14 września 1988 w Tokoroa) – nowozelandzki i szkocki rugbysta, grający na pozycji skrzydłowego ataku w zespole Glasgow Warriors oraz reprezentacji Szkocji. Triumfator i finalista Super Rugby z Crusaders, pięciokrotny zwycięzca National Provincial Championship z Canterbury oraz dwukrotny mistrz świata z nowozelandzkimi reprezentacjami juniorskimi.

## Młodość
Rodzice jego ojca wyemigrowali w latach 70. do Nowej Zelandii ze szkockiego Govan, natomiast matka była pochodzenia maorysko-samoańskiego.
Wraz z kuzynem, Quade’em Cooperem, od piątego roku życia występował w lokalnych juniorskich drużynach rugby. W latach 2000–2001 brał udział w Roller Mills Rugby Tournament, prestiżowym turnieju dla uczniów szkół podstawowych.
Uczęszczał do Hamilton Boys' High School, a w pierwszej drużynie tej szkoły występowali z nim wówczas późniejsi zwycięzcy Super Rugby z zespołem Chiefs – Jackson Willison, Toby Smith i Trent Renata. Podczas nauki startował także w zawodach lekkoatletycznych – w biegach oraz w rzucie dyskiem.

## Kariera klubowa
Seniorską karierę rozpoczął będąc jeszcze w szkole średniej. W lipcu 2006 roku trener Waikato, Warren Gatland, wystawił go do składu w przedsezonowym spotkaniu przeciw Taranaki. Wszedł w nim na boisko z ławki rezerwowych zastępując ówczesnego reprezentanta kraju, Sitiveni Sivivatu. Następnie jednak nie wystąpił już w żadnym meczu zakończonego triumfem Waikato sezonu, wobec czego przeniósł się za namową Robbiego Deansa do Christchurch. Związał się tam na początku 2007 roku z lokalnym Linwood Rugby Club, w którego barwach występował przez kolejne lata, gdy pozwalały mu na to jego profesjonalne zobowiązania.
Również w 2007 roku został członkiem akademii Crusaders oraz znalazł się w składzie Canterbury. Pomimo uczestnictwa w dwóch przedsezonowych spotkaniach, pierwszy oficjalny występ w barwach zespołu zaliczył 21 lipca z North Harbour, jego debiut w rozgrywkach National Provincial Championship nastąpił zaś tydzień później przeciw Bay of Plenty. Przez kolejne pięć lat znajdował się w pierwszym składzie zespołu, drużyna Canterbury w tym czasie pięciokrotnie zwyciężyła w tych rozgrywkach. Maitland czterokrotnie był uczestnikiem zwycięskiego finału, w 2012 roku jednak w inauguracyjnym spotkaniu doznał poważnej kontuzji dłoni, która wyeliminowała go z pozostałych meczów sezonu, tak więc ominął go występ w piątym z rzędu wygranym finale NPC. Prócz 2012 roku, przerywany kontuzjami miał sezon 2008 i 2011. W 2009 roku został zaś przestawiony na pozycję obrońcy. Wówczas w trzech meczach z rzędu zdobył po dwa przyłożenia, a w zwycięskim finale rozgrywek dołożył dziewiąte, zostając najskuteczniejszym pod tym względem zawodnikiem drużyny. Zdobył również nagrody dla najlepszego zawodnika Canterbury według kibiców i samych graczy zespołu.
W pierwszych dwóch sezonach, gdy nie mieścił się w podstawowym składzie, występował z drugą drużyną Canterbury w obydwu osiągając finał rozgrywek zespołów rezerw i wygrywając jeden z nich. Z pierwszym zespołem zaś dwukrotnie zdobył Ranfurly Shield.
W październiku 2007 roku został wybrany do składu Crusaders. W Super 14 zadebiutował 15 lutego 2008 roku w otwierającym sezon spotkaniu z Brumbies, rozgrywki zakończył zaś zwycięskim finałem. Z powodu kontuzji ścięgna w sezonie 2009 wziął udział tylko w jednym meczu, zyskał jednak uznanie występami rok później.
Kontuzja stopy, przez którą opuścił część spotkań sezonu 2011, nie przeszkodziła mu w zostaniu wraz z Bjornem Bassonem i Sarelem Pretoriusem z dziewięcioma przyłożeniami zwycięzcą tej klasyfikacji. Cztery przyłożenia, które zdobył przeciw Brumbies, wyrównało zaś rekord rozgrywek. Crusaders pomimo rozegrania wszystkich meczów sezonu poza Christchurch dotarli do finału tych rozgrywek, w których ulegli Reds. Kolejny sezon nie był jednak już tak udany – zawodnik zmagał się zarówno z kontuzjami, jak i słabszą formą, co było przyczyną przerw w grze, a w końcówce sezonu spowodowało nawet zmianę pozycji na obrońcę.
Mimo iż jego kontrakt miał obowiązywać jeszcze przez rok, Maitland nie został ujęty w składzie na sezon 2013. Po nieudanych rozmowach z innymi nowozelandzkimi franszyzami zaakceptował zatem propozycję ze szkockiego klubu Glasgow Warriors, z którym związał się do maja 2015 roku. W barwach tego klubu zadebiutował 7 grudnia 2012 roku w pucharowym spotkaniu z Castres Olympique. W tym sezonie dotarł do półfinału ligi Pro12, zaś rok później do finału.

## Kariera reprezentacyjna
Maitland podczas kariery juniorskiej występował w nowozelandzkich reprezentacjach. W 2005 roku otrzymał powołanie do zespołu New Zealand Schools przygotowującego się do dwóch spotkań z australijskimi rówieśnikami. W 2007 roku znalazł się na zgrupowaniach kadry U-19, a następnie w składzie, który w Belfaście zdobył mistrzostwo świata w tej kategorii wiekowej, obydwa przyłożenia zdobywając w meczu z Japończykami. Rok później znalazł się natomiast w reprezentacji U-20, z którą powtórzył ten sukces na turnieju w Walii ponownie występując w czterech z pięciu spotkań i zdobywając cztery przyłożenia.
Przez kolejne lata był jednym z zawodników tych juniorskich składów pomijanym przez szkoleniowców All Blacks, jednocześnie stał się obiektem zabiegów Szkockiego Związku Rugby zmierzających do ściągnięcia do kadry tego kraju obiecujących zagranicznych zawodników kwalifikujących się według kryteriów IRB. Jedynie w 2010 roku wziął udział we wszystkich trzech meczach, które New Zealand Māori rozegrali z okazji setnej rocznicy powstania zespołu.
Przeniósłszy się do Szkocji już po kilku spotkaniach ligowych – dzięki szkockiemu pochodzeniu dziadków – otrzymał powołanie do kadry na Puchar Sześciu Narodów 2013. Szansę debiutu otrzymał w inauguracyjnym spotkaniu tego turnieju, swój pierwszy występ w szkockiej koszulce upamiętniając zdobytym przyłożeniem. Zagrał również w pozostałych spotkaniach turnieju, zaś kilka miesięcy później został wymieniony w składzie British and Irish Lions na australijskie tournée. Zagrał wówczas w pięciu spotkaniach z regionalnymi zespołami, a w jedynym testmeczu, w którym znalazł się w meczowym składzie, nie pojawił się na boisku. Ponownie w szkockich barwach zagrał podczas listopadowych meczów kadry.
Kontuzja odniesiona w pierwszym meczu Pucharu Sześciu Narodów 2014 wyeliminowała go z reszty turnieju, powrócił jednak do składu na czerwcowe i listopadowe spotkania.

## Osiągnięcia
- Super Rugby – zwycięzca (2008); finalista (2011)
- National Provincial Championship – zwycięzca (2008, 2009, 2010, 2011, 2012)
- Pro12 – finalista (2013/14)
- MŚ U-19 – zwycięzca (2007)
- MŚ U-20 – zwycięzca (2008)